# Stefanie Hennecke
Stefanie Hennecke (* 3. Januar 1970) ist eine deutsche Landschaftsarchitektin und Professorin für Freiraumplanung am Fachbereich Architektur – Stadtplanung – Landschaftsplanung an der Universität Kassel.

## Werdegang
Nach dem Studium der Landschaftsarchitektur und Landschaftsplanung an der Technischen Universität München und der Technischen Universitäten Berlin promovierte sie an der Universität der Künste Berlin mit einer Arbeit zur Berliner Stadtentwicklungspolitik der Nachwendezeit: Die Kritische Rekonstruktion als Leitbild. Stadtentwicklungspolitik in Berlin zwischen 1991 und 1999. An der Universität der Künste Berlin war sie von 2001 bis 2009 auch wissenschaftliche Mitarbeiterin am Fachgebiet Gartenkultur und Freiraumentwicklung im Institut Geschichte und Theorie der Gestaltung und koordinierte ab 2010 den Aufbau der Graduiertenschule für die Künste und die Wissenschaften der Hochschule. Stefanie Hennecke war von 2010 bis 2013 Juniorprofessorin für Geschichte und Theorie der Landschaftsarchitektur an der Fakultät für Architektur der Technischen Universität München.
Anschließend wurde sie an die Universität Kassel berufen, wo sie seit Oktober 2013 das Fachgebiet „Freiraumplanung“ leitet. Seit Dezember 2017 ist sie Frauen- und Gleichstellungsbeauftragte ihres Fachbereichs und seit April 2019 dessen Prodekanin.

## Schwerpunkte
Stefanie Hennecke forscht mit Schwerpunkt auf dem Gebiet der Geschichte der Gartenkultur und der Freiraumentwicklung. Im Mittelpunkt stehen dabei innerstädtische Freiräume seit der Mitte des 19. Jahrhunderts (insbesondere der Volkspark) bis zur Gegenwart und die Entstehung des Berufsbildes des Landschaftsarchitekten. Damit will sie historische Beispiele für aktuelle städtebauliche und den Freiraum betreffende Planungen nutzbar machen.

## Veröffentlichungen  (Auswahl)
nach Erscheinungsjahr geordnet 
- Die parzellierte Stadt – konservativer Rückgriff oder modernes Stadtkonzept? Eine kritische Rekonstruktion der Stadtumbaupläne von Dieter Hoffmann-Axthelm. Beiträge zur Kulturgeschichte der Natur 13, herausgegeben von Ulrich Eisel und Ludwig Trepl, Freising 2003. ISBN 978-3-931472-12-2
- Der Pariser Platz in Berlin: Wie „bürgerlich“ ist der öffentliche Raum? In: Annette Geiger; Stefanie Hennecke und Christin Kempf (Hg.): Imaginäre Architekturen. Raum und Stadt als Vorstellung. Dietrich Reimer Verlag. Berlin 2006, S. 65–83. ISBN 978-3-496-01345-7
- „Natur“ in der Stadt. Freiraumkonzepte des 20. Jahrhunderts in Europa und Nordamerika. In: Stadt + Grün 54. (April 2005), S. 38–43.
- Der Volkspark für die Gesundung von Geist und Körper – Das ideologische Spannungsfeld einer bürgerlichen Reformbewegung zwischen Emanzipation und Disziplinierung des Volkes. In: Stefan Schweizer (Hg.): Gärten und Parks als Lebens- und Erlebnisraum: Funktions- und nutzungsgeschichtliche Aspekte der Gartenkunst in Früher Neuzeit und Moderne. Wernersche Verlagsgesellschaft, Worms 2008, S. 151–165. ISBN 978-3-88462-276-6
- Kunst – Garten – Kultur. (Herausgeberin). Dietrich Reimer Verlag, Berlin 2010. ISBN 978-3-496-01423-2
- Die Kritische Rekonstruktion als Leitbild. Stadtentwicklungspolitik in Berlin zwischen 1991 und 1999. Dr. Kovac, Hamburg 2011. ISBN 978-3-8300-4844-2
- Vom Flanieren zur alltäglichen Nutzung und Inbesitznahme städtischen Freiraums. In: Begeisterung und Pflichtaufgabe fürs städtische Grün – 146 Jahre bürgerschaftliches Engagement für den Bremer Bürgerpark preisgekrönt  = Tagungsband anlässlich der Verleihung des Goldenen Lindenblattes des DGGL-Kulturpreises 2011. Hg. von der Deutschen Gesellschaft für Gartenkunst und Landschaftskultur e. V., Landesverband Bremen-Niedersachsen/Nord, Bremen 2011, S. 42–59.
- Gartenkunst in der Stadt seit dem 19. Jahrhundert. Gestalterische und soziale Differenzierungen im öffentlichen und privaten Raum. In: Stefan Schweizer, Sascha Winter (Hg.): Gartenkunst in Deutschland. Von der Frühen Neuzeit bis zur Gegenwart. Geschichte – Themen – Perspektiven. Regensburg 2012, S. 233–250. ISBN 978-3-7954-2605-7
- Eigenart als Faktor der Identitätsstiftung in der modernen Landschaftsarchitektur. In: Thüringer Landesanstalt für Umwelt und Geoglogie (Hg.): Eigenart der Landschaft. Schriftenreihe der Thüringer Landesanstalt für Umwelt und Geologie 103, S. 30–38.
- Der Park als politischer Raum – Ein Rückblick auf Nutzungskonzepte und Nutzungsgeschichten öffentlicher Parkanlagen. In: Stadt + Grün 61 (Februar 2012), S. 7–12.
- Zum Umgang mit historischem Stadtgrün – Gartenhistorische Forschung und Gartendenkmalpflege. In: Almut Jirku (Hg.): StadtGrün. Fraunhofer Verlag, Stuttgart 2013, S. 262–269. ISBN 978-3-8167-9028-0
- Zusammen mit Regine Keller und Juliane Schneegans (Hg.): Demokratisches Grün. Olympiapark München. Jovis Verlag, Berlin 2013. ISBN 978-3-86859-230-6
- Olympiapark, München. Ein „Benutzerpark“ aus dem Jahr 1972. In: Bund Deutscher Landschaftsarchitekten (Hg.): 100 Jahre Landschaftsarchitektur. Gebaute Umwelt in Geschichte und Gegenwart. [Online-Ausstellung].
- Die grüne Schwelle – Verschiebungen zwischen privat und öffentlich im städtischen Freiraum / The Green Threshold: Transitions between the Private and the Public in Urban Open Spaces. In: Wüstenrot Stiftung (Hg.): Herausforderung Erdgeschoss / Ground Floor Interface. Berlin 2014, S. 99–105. ISBN 978-3-86859-269-6
- Leitbild. In: Hubertus Fischer (Hg.): Zukunft aus Landschaft gestalten. Stichworte zur Landschaftsarchitektur. CGL-Studies 17. Akademische Verlagsgesellschaft, München 2014, S. 157–162. ISBN 978-3-96091-002-2
- Volkspark. In: Hubertus Fischer (Hg.): Zukunft aus Landschaft gestalten. Stichworte zur Landschaftsarchitektur. CGL-Studies 17. Akademische Verlagsgesellschaft, München 2014, S. 157–162. ISBN 978-3-96091-002-2, S. 253–257.
- Volksparke heute und morgen? Zur Zukunftsfähigkeit von Ludwig Lessers Volksparkidee. In: Die Gartenkunst, Heft 1, 2015, S. 165–172.
- Zusammen mit Annette Geiger: Der Park am Gleisdreieck: Ein moderner Volkspark? / Gleisdreieck Park: A modern Volkspark? In: Andra Lichtenstein und Flavia Alice Mameli (Hg.): Gleisdreieck / Park Life Berlin. Bielefeld 2015, S. 222–237. ISBN 978-3-8376-3041-1
- Hg. mit Thomas E. Hauck, André Krebber, Wiebke Reinert und Mieke Roscher: Urbane Tier-Räume. Reimer, Berlin 2017, ISBN 978-3-496-01573-4.
- mit Thomas Hauck: Die Funktionalisierung der Landschaftsästhetik für die urbane Freiraumplanung. Beispiele aus der frühen industriellen Großstadt in Deutschland und den USA. In: Olaf Kühne, Heidi Megerle, Florian Weber (Hrsg.): Landschaftsästhetik und Landschaftswandel. Springer VS, Wiesbaden 2017, S. 269–282. ISBN 978-3-658-15847-7
- Überlegungen zur fotografierten Landschaftsarchitektur – Darstellung als Gartenkunst oder Ort der Aneignung? In: Die Gartenkunst 2018/1, S. 107–113.